# نورما تلمج
نورما تَلْمَج (به انگلیسی: Norma Talmadge)‏ (۲۶ مهٔ ۱۸۹۴ – ۲۴ دسامبر ۱۹۵۷) بازیگر و تهیه‌کنندهٔ فیلم اهل ایالات متحده آمریکا بود.
ناتالی تلمج و کنستانس تلمج خواهرانش بودند.

## بخشی از فیلم‌شناسی
| سال  | عنوان             | نقش                          | توضیحات   |
| ---- | ----------------- | ---------------------------- | --------- |
| ۱۹۱۶ | پنجاه‌پنجاه        | Naomi                        |           |
| ۱۹۲۴ | اسرار             | Mary Carlton                 | تهیه‌کننده |
| ۱۹۲۵ | بانو              | Polly Pearl                  | تهیه‌کننده |
| ۱۹۲۶ | کمیل              | Marguerite Gautier (Camille) | تهیه‌کننده |
| ۱۹۲۷ | کبوتر             | Dolores                      | تهیه‌کننده |
| ۱۹۳۰ | دو-بری، بانوی عشق | مادام دو باری                |           |

## نگارخانه

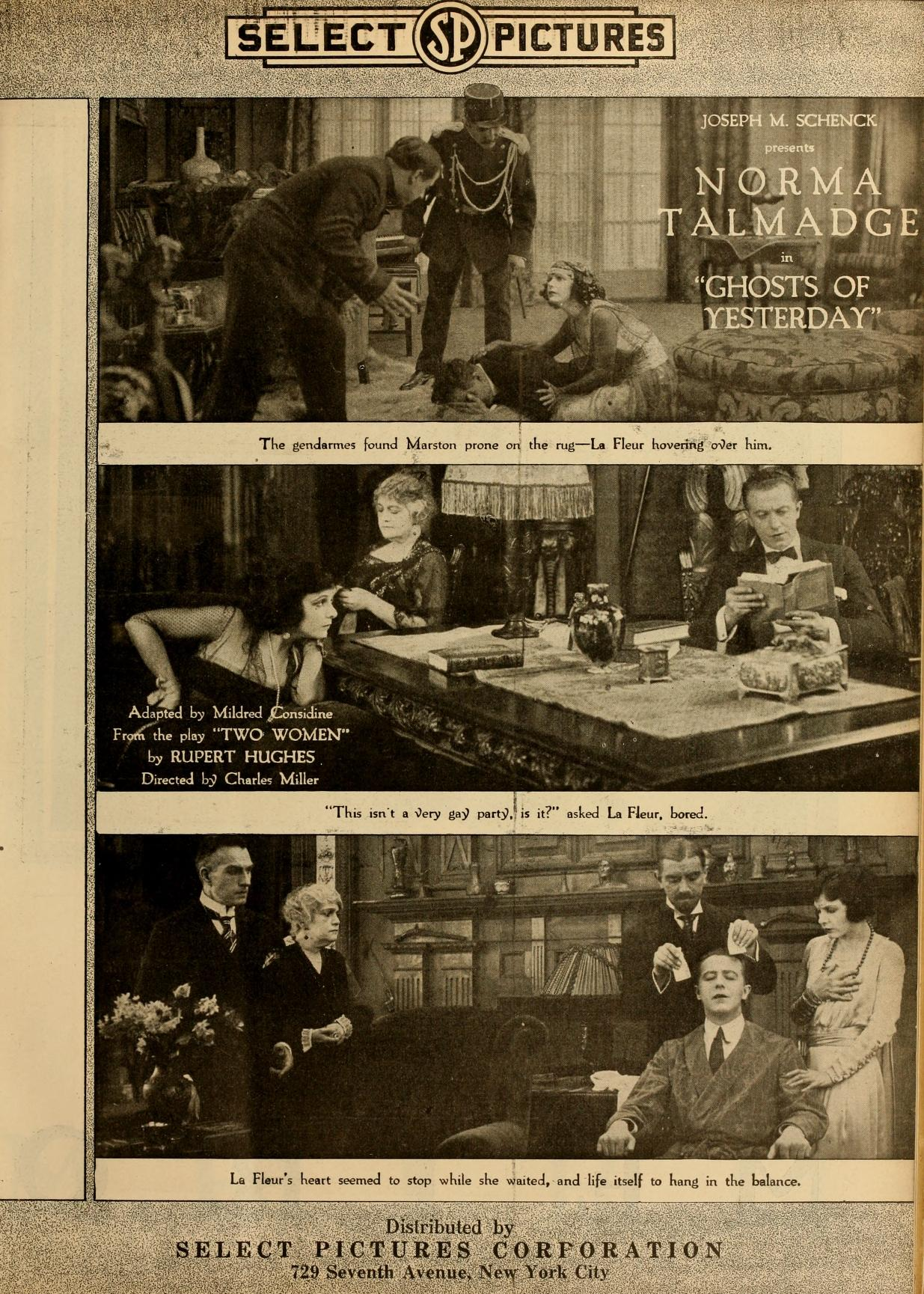
روح دیروز، ۱۹۱۸
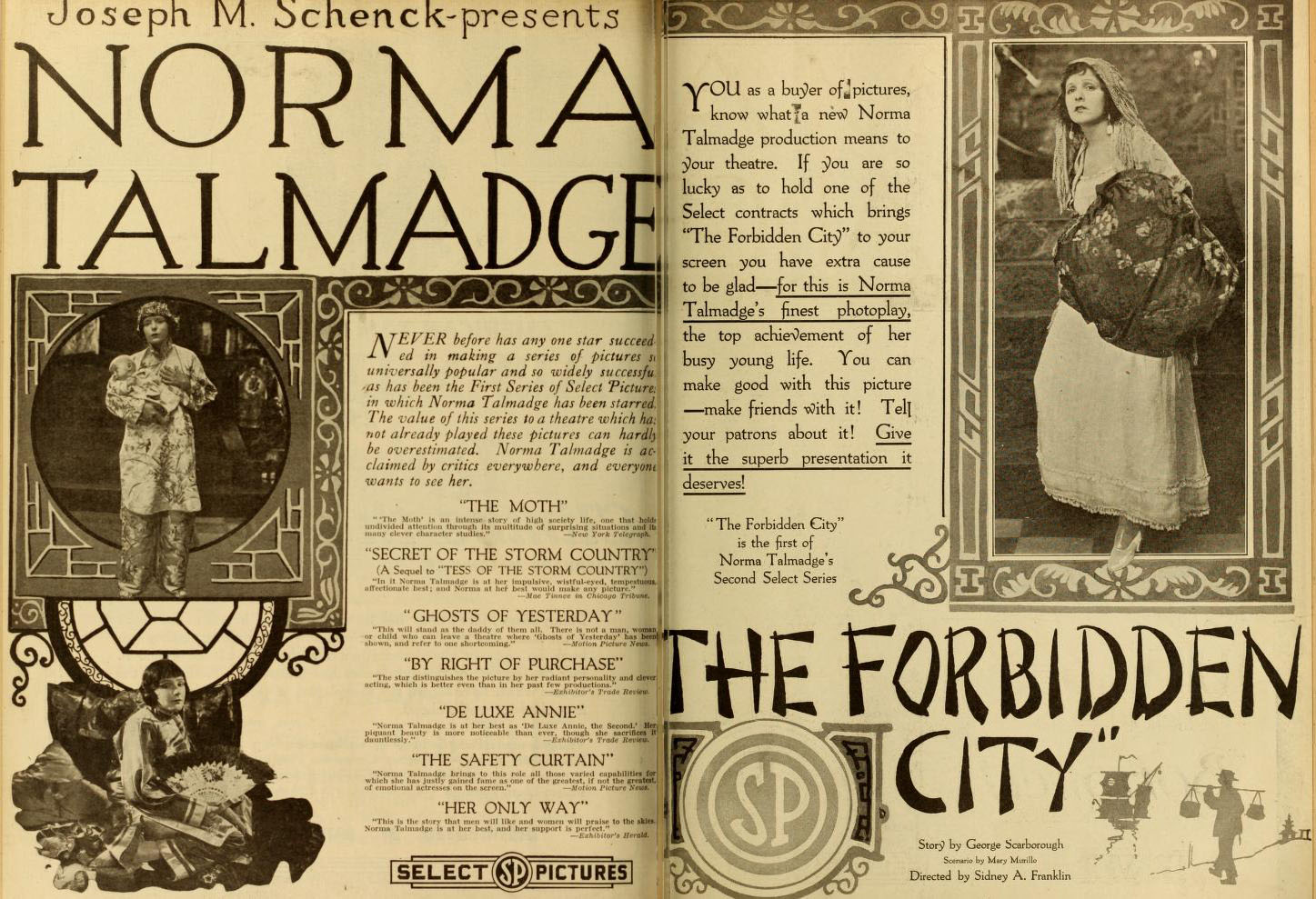
شهر ممنوعه، ۱۹۱۸